# Edi Škovrlj
Edi Škovrlj (1964.) hrvatski je televizijski novinar i izvjestitelj koji radi za Hrvatsku radioteleviziju (HRT). Poznat je po izvještavanju s terena te po dugogodišnjoj novinarskoj karijeri u zadarskom dopisništvu.
Škovrlj je najranije djetinjstvo proveo u Obrovcu, gdje je njegov otac radio kao inženjer rudarstva. Kasnije se preselio u Zadar, gdje je proveo srednjoškolske godine.
Novinarsku karijeru započeo je 1989. godine. Prijavio se na audiciju na Radio Zadru i bio je odabran. Početak karijere na Radio Zadru poklopio se s ratnim razdobljem u Hrvatskoj. Zadar je bio na prvoj liniji bojišnice, a Škovrlj je četiri godine odlazio na terene i radio specijalne emisije. 
Godine 1993. izabran je na audiciji za televizijskog reportera u Splitu. s kolegicom Majdom Mikulandrom. Od 1994. godine opredijelio se isključivo za televiziju. Kroz 33 godine rada u novinarstvu, Škovrlj je stekao bogato iskustvo izvještavajući s raznih terena. Međutim, posebno ga je obilježila bura, koju kontinuirano prati već 25 godina. Godišnje napravi oko tri reportaže o buri uz ostalih 200 reportaža.
Nakon sedam godina provedenih u novinarstvu u Zagrebu, gdje je bio pomoćnik glavnog urednika informativnog programa, vodio treći i podnevni dnevnik te bio voditelj dopisničke mreže, vratio se u Zadar. U Zagrebu se bavio temama koje su otvarale Dnevnik, a u Zadru se bavi reportažama s lokalne razine.
Škovrlj je bio šef HRT-ova Centra u Zadru do travnja 2023. godine, kada ga je na toj poziciji zamijenio Ante Kolanović. Nedugo nakon smjene izabran je za predsjednika podružnice Hrvatskog novinarskog društva (HND-a) u Zadru.
Bio je tri puta nominiran za Zlatni studio u kategoriji „najbolji TV novinar godine”.